# Álvaro García-Sesma Pérez-Fuentes
Álvaro García-Sesma Pérez-Fuentes es médico cirujano español. Doctor especializado en cirugía general principalmente mediante laparoscopia, y del aparato digestivo, realizando trasplantes de órganos, así como cirugía de obesidad y cirugía oncológica.

## Biografía
Cursó sus estudios de Medicina en la Universidad Autónoma de Madrid, terminando con el Grado de Licenciado en Medicina y Cirugía en 1997. Inicia su especialización como MIR en Cirugía General y del Aparato Digestivo en el año 1998, cursando su formación en el Hospital Universitario Hospital 12 de Octubre de Madrid, finalizando su especialidad en el año 2004 bajo la dirección del Profesor Enrique Moreno González.
En 2011 consigue la diplomatura universitaria en cirugía laparoscópica por la Universidad de Estrasburgo (Francia).
Ejerce de especialista en Cirugía General y Aparato Digestivo en el Instituto de Obesidad (Hospital la Luz) desde 2016.
Doctorado por la Universidad Complutense de Madrid en 2017, por su tesis "Quimerismo leucocitario en el trasplante hepático. Hacia la utopía de la inmunotolerancia y la no inmunosupresión",
 donde también es profesor asociado de Cirugía desde 2016.
Es uno de los principales referentes en cuanto a cirugía digestiva, sobre todo relacionada con procedimientos quirúrgicos usados para tratar la obesidad, mediante cirugía bariátrica y sus diversas técnicas.
Es miembro de:
- Unidad de Trasplante de Órganos Abdominales (trasplantes hepático, hepático infantil, pancreático, intestinal y multivisceral) del Hospital Universitario 12 de Octubre.
- Asociación Española de Cirujanos.
- SECO (Sociedad Española de Cirugía de la Obesidad Mórbida y de las Enfermedades Metabólicas).
- IFSO (“International Federation for the Surgery of Obesity and Metabolic Disorders”)
- “Transplantation Society”.
- Sociedad Española de Trasplante.
- Sociedad Española de Trasplante Hepático.
- Sociedad Madrileña de Trasplante.

## Publicaciones
Ha publicado libros, monografías, capítulos de libros y artículos en revistas nacionales y extranjeras. Ha participado en congresos, conferencias, mesas redondas, simposios y cursos activamente.

- García-Sesma Pérez-Fuentes, A. Quimerismo leucocitario en el trasplante hepático. Hacia la utopía de la inmunotolerancia y la no inmunosupresión (Tesis doctoral). Madrid: Universidad Complutense; 2017.[22]

- García-Sesma Pérez-Fuentes, A. Guías Clínicas de la Asociación Española de Cirujanos. 19. Cirugía Hepática[23][24]

## Distinciones y premios
- Premio a la mejor Comunicación oral del VI Congreso de la Sociedad Madrileña de trasplante: “evolución del fallo primario del injerto desde el inicio de un programa de trasplante hepático con donantes después de muerte cardiocirculatoria tipo II de Maastricht”. Madrid, 18-20 de noviembre de 2015.[25]